# Desa Cibanteng (administrativ by i Indonesien, lat -7,49, long 108,14)
Desa Cibanteng är en administrativ by i Indonesien.   Den ligger i provinsen Jawa Barat, i den västra delen av landet, 200 km sydost om huvudstaden Jakarta.